# Stadtkirche Marlow
Die Stadtkirche Marlow wurde im 13. Jahrhundert im historischen Stadtkern von Marlow im Landkreis Vorpommern-Rügen in Mecklenburg-Vorpommern errichtet. Die Kirchgemeinde gehört zur Propstei Rostock im Kirchenkreis Mecklenburg der Evangelisch-Lutherischen Kirche in Norddeutschland.

## Geschichte

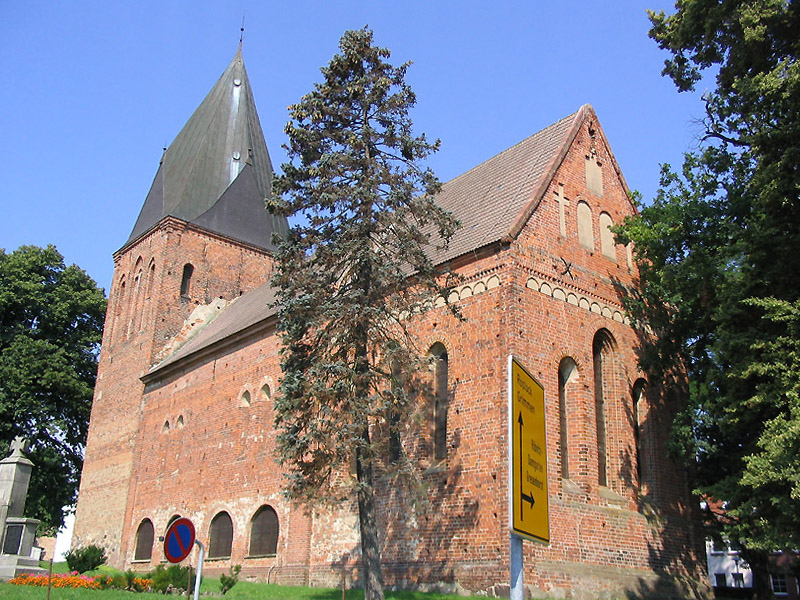
Stadtkirche Marlow

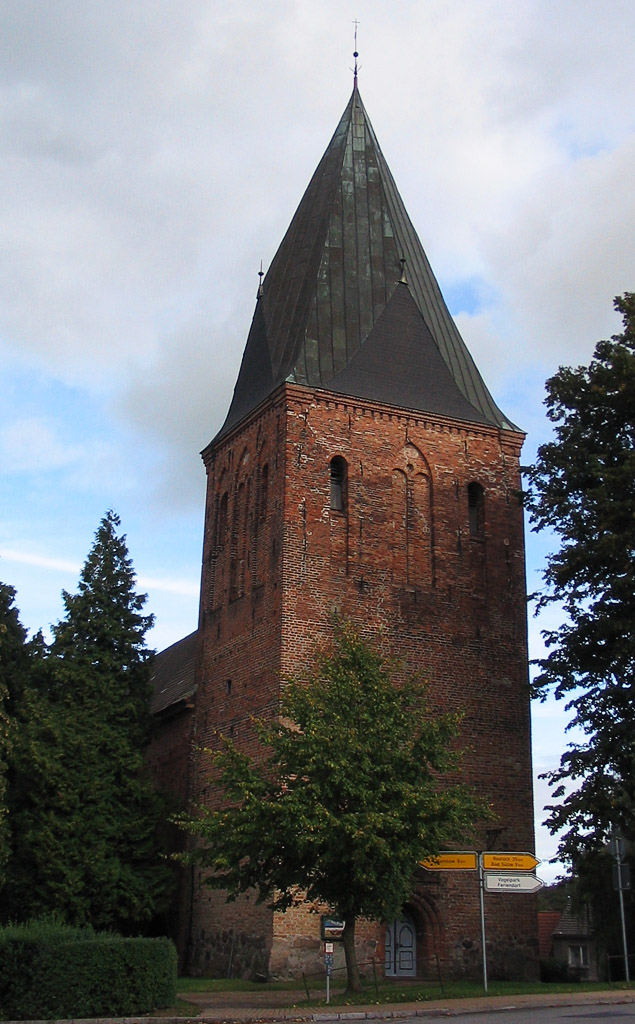
Stadtkirche Marlow

Marlow ist 1179 erstmals urkundlich erwähnt worden. Anfang des 13. Jahrhunderts wurde mit dem Bau der Stadtkirche begonnen und 1244 wurde sie wahrscheinlich geweiht, ein Ziegelstein in der oberen südlichen Außenwand der Kirche trägt diese Jahreszahl. Aus dem Jahr 1248 ist für Marlow die Benennung eines ersten Geistlichen bekannt. Der quadratische, wuchtige und gedrungene Turm in der Breite des Mittelschiffs stammt aus dem 15. Jahrhundert und wird durch einen achtseitigen Turmhelm (Bischofsmütze) abgeschlossen.

## Baubeschreibung
Die Stadtkirche ist eine Backsteinkirche aus der Zeit des Übergangs von der Romanik zur Gotik mit einem basikalen Langhaus aus zwei Jochen und einem gotischen Gewölbe in westfälischer Prägung. Die beiden Seitenschiffe sind nicht mehr vorhanden. Die rundbogigen, teils vermauerten Arkadenöffnungen zu den geplanten und nicht ausgeführten oder früher vorhandenen Seitenschiffen sind erkennbar. Über den Rundbogen befinden sich paarweise die Obergaden-Fenster.
Das Gewölbe besteht aus frühgotischen Hängekuppeln. Die tragenden Pfeiler weisen schon die für die Gotik typischen Dienste auf.
Die Kuppelgewölbe des Kirchenschiffs haben vier bzw. fünf Rippen und jeweils einen ringförmigen Schlussstein. Die beiden Joche trennt ein breiter, hochansteigender, gotischer Gurtbogen.
Im quadratischen Chor ist das frühgotische Kuppelgewölbe mit seinen acht Rippen mit dem ringförmigen Schlussstein noch erhalten (vergleiche auch mit der Stadtkirche Bad Sülze). Die Reste von Malereien aus dem 13. Jahrhundert zeigen Fabelwesen.

Die an allen drei Seiten in Dreiergruppen angeordneten Fenster haben einen deutlich höheren Mittelteil.

Das Äußere ist besonders am Chor reich gestaltet: Die Oberfenster-Leibungen werden durch die Rundwülste und Ecklisenen geprägt. Unter dem Gesims befindet sich ein Fries als so genanntes „Deutsches Band“.

### Innenausstattung

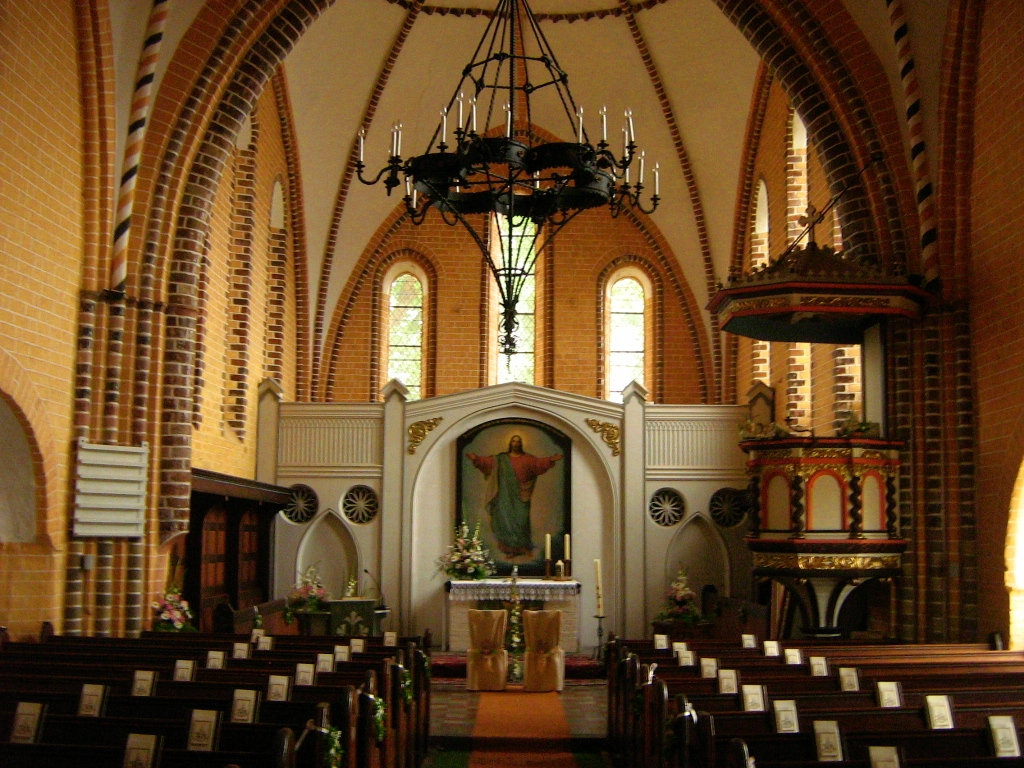
Innenansicht

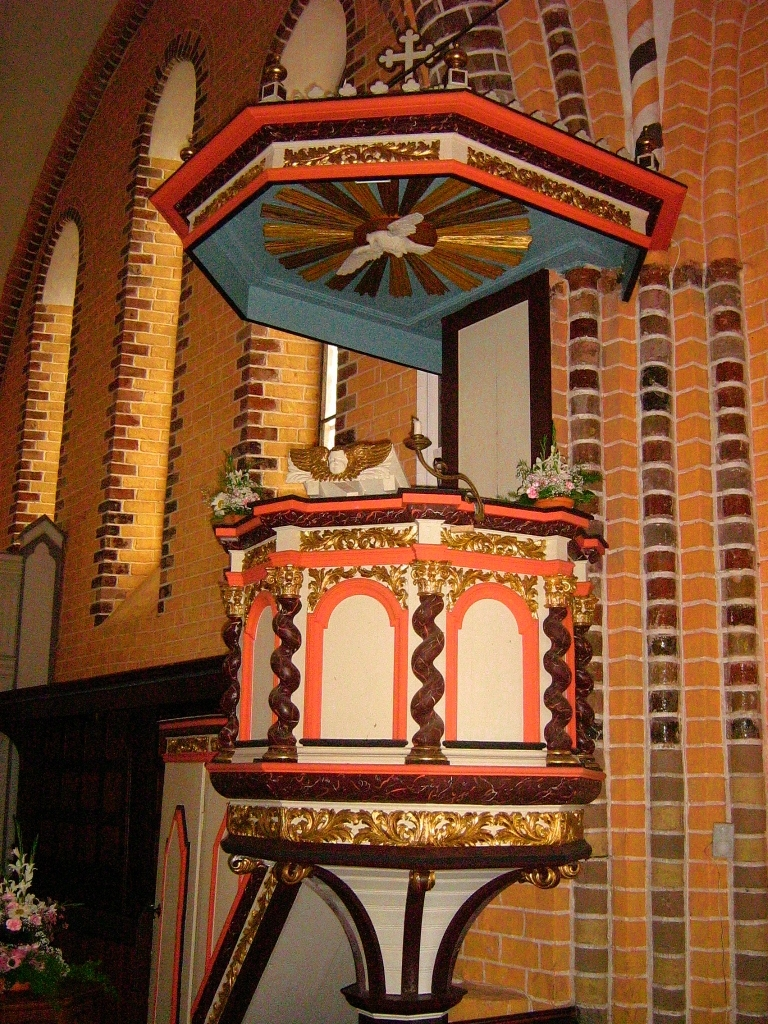
Kanzel

Auf dem im Stil der Spätrenaissance gefertigten Altaraufsatz befindet sich ein Kreuzigungsbild (1851) von Gaston Lenthe. Die Kanzel an der Südseite der Kirche stammt ebenfalls aus der Zeit der Spätrenaissance und wurde wahrscheinlich von den Familien von der Lühe und von Hahn gestiftet. Sie wurde vor oder im 17. Jahrhundert gefertigt.
Die Orgel wurde 1839 von Ludwig Quosig gebaut und stand ursprünglich über dem Altar. Um 1900 wurde ein zweites Manual eingebaut. 1984 wurde sie auf die Westempore umgesetzt. 1988 baute Wolfgang Nußbücker neue Trakturen, neue Windladen und einen neuen Spieltisch, 1993 erneuerte er das zweite Manual komplett. Die Orgel hat  17 Register.
Die weitere neugotische Ausstattung stammt aus dem 19. Jahrhundert.